# Companyia Reial Africana
La Companyia Reial Africana fou una empresa mercantil creada per la família Stuart i mercaders de Londres per comerciar al llarg de la costa de l'oest d'Àfrica. Es va fundar el 1660 amb el nom de Company of Royal Adventurers Trading to Africa (Companyia d'Aventurers Reials Comerciant a Àfrica) i fou dirigida per Jaume duc de York, després Jaume II d'Anglaterra i VII d'Escòcia, el germà de l'aleshores rei Carles II. El seu propòsit original era per explotar els camps d'or amunt del riu Gàmbia, camps identificats pel Príncep Rupert durant l'interregne, i que va ser instal·lat una vegada que Carles II va obtenir el tron anglès en la Restauració de 1660.

## Història
La Companyia d'Aventurers Reials Comerciant a Àfrica o simplement Companyia d'Aventurers Reials Comerciant a Àfrica, va obtenir carta de fundació del rei el 1660 obtenint el monopoli del comerç anglès amb Àfrica occidental. Amb l'ajuda de l'exèrcit i armada, va establir forts en la costa africana occidental. El rei rebia la meitat dels beneficis i la companyia l'altra meitat.
A causa del fort deute que arrossegava, l'empresa va fer fallida el 1667 durant la guerra amb els Països Baixos, guerra que havia esclatat quan el seu Almirall Robert Holmes va atacar possessions holandeses el 1664, en revenja per la pèrdua de la majoria de les seves possessions a la costa africana, conservant només Cape Corse. En els següents anys la companyia va tenir un comerç marginal i irregular, i les seves activitats principals foren la concessió de llicències per a comerciants privats que feien un sol viatge, i sobretot la creació el 1668 de la nova companyia dels Aventurers de Gàmbia, o The Gambian Merchants' Company, a la que es va concedir una llicència de deu anys pel comerç africà al nord del golf de Benín amb efecte d'1 de gener de 1669.
El 1672 la companyia original va re-emergir reestructurada i amb una nova carta reial, amb el nom de Companyia Reial Africana. La seva nova carta era més amplia que l'anterior i incloïa el dret d'instal·lar forts i factories, mantenir tropes i exercitar la llei marcial a l'Àfrica de l'Oest, en persecució de comerciants d'or, plata i esclaus. Al final de 1678, la llicència a la companyia dels Aventurers de Gàmbia va expirar i el seu comerç a Gàmbia va ser fusionat a la Companyia Reial Africana si bé aquesta transferència no s'hauria fet totalment efectiva fins al 1684.
En els anys 1680 la companyia transportava aproximadament 5.000 esclaus cada any a través de l'Atlàntic. Molts eren marcats amb les lletres 'DY', pel seu governador, el Duc de York, que finalment va succeir al seu germà Carles II en el tron el 1685, esdevenint rei Jaume II. Altres esclaus eren marcats al pit amb les inicials de l'empresa, RAC.
Entre 1672 i 1689, la companyia va transportar entre 90.000 i 100.000 esclaus. Els seus beneficis van fer una contribució important a l'augment en el poder financer dels qui controlaven la Ciutat de Londres.
De 1694 a 1700, l'empresa va tenir una participant important en les Guerres de Komenda, a la ciutat portuària de Komenda al regne d'Eguafo a la moderna Ghana. L'empresa es va aliar amb un príncep-mercader anomenat John Cabess i a diversos regnes africans veïns per deposar el rei d'Eguafo i establir un fort permanent i una factoria a Komenda.
El 1689, la companyia va reconèixer que havia perdut el seu monopoli amb el final de poder reial en la Revolució Gloriosa. El 1698, el canvi es va convertir en llei per un acte (llei) que va obrir el comerç africà a tots els comerciants anglesos, els quals pagarien un deu per cent a l'Empresa sobre tots els béns exportats d'Àfrica. Aquest desenvolupament fou avantatjós pels mercaders de Bristol fins i tot si, com el bristolià Edward Colston, ja havien estat implicats en el comerç africà. El nombre d'esclaus transportats pels vaixells anglesos subsegüentment va augmentar dramàticament.

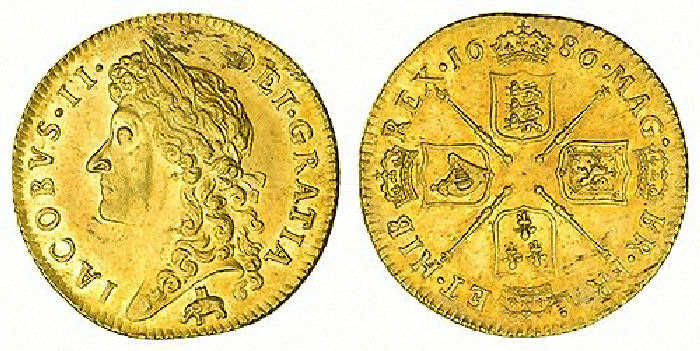
Guinea de 1668 mostrant el logo de la companyia, un elefant i un castell, sota el bust de Jaume II

La Companyia va continuar adquirint i transportant esclaus fins al 1731, quan va abandonar l'esclavatge a favor del vori i la pols d'or. Charles Hayes (1678–1760), matemàtic i cronologista, fou sub-governador de la Companyia Reial Africana fins al 1752, quan va ser dissolta. El seu successor fou la Companyia Africana de Mercaders (African Company of Merchants).
La Companyia Reial Africana tenia un emblema o logo format per un elefant sobre el qual portava un castell. La seva bandera, d'acord amb l'escut portava la bandera anglesa al cantó i la resta era aparentment vermella llisa sense que es pugui observar que hi hagi quadres blancs i vermells que si que apareixen al seu "jack" o bandera de proa, una imatge del qual és a .
De 1668 a 1722, la Companyia Reial Africana va proporcionar or a la casa de la moneda anglesa. Les encunyacions fetes amb aquest or mostren un elefant amb castell sota el bust del rei i/o reina. Aquest or també va donar a la moneda el seu nom, la guinea.

## Dirigents de la Companyia

### Agents
- 1672 – 1673 Abraham Holditch
- 1673 – 1676 Thomas Mellish
- 1676 – 1677 Ralph Hodgkins
- 1677 - 1678 William Croxton
- 1678 Tres Factors:
  - - Fowler Aylmer
  - - Arthur Harbin
  - - Matthias Halstead
- 1678 – 1680 Nathaniel Bradley
- 1680 – 1684 Henry Greenhill
- 1684 
  - Richard Thelwall
  - John Adams
  - Mark Bedford Whiting
  - Robert Elrves
- 1684 – 1687 Henry Nurse

### Caps de Comerç (tres persones)
- 1687 - 1691
  - Samuel Humphreys
  - Rice Wight
  - John Boylston (+ 1690)
  - Robert Elrves (des de 1690)
- 1691 - 1692 
  - Robert Elrves
  - John Bloome
  - Mark Bedford Whiting
- 1692 - 1693
  - Mark Bedford Whiting (+1692)
  - Robert Elrves (+1692)
  - Joshua Platt
  - William Ronan (des de 1692)
  - John Gregory (1692 i + 1692)
  - William Mellross (des de 1692)
- 1693 - 1696
  - Joshua Platt (+ 1695)
  - William Ronan
  - William Mellross
  - Nicholas Buckeridge (des de 1695)
- 1696 - 1697
  - William Ronan
  - William Mellross
  - Nicholas Buckeridge
- 1697 - 1698
  - William Ronan (+ 1697))
  - William Mellross
  - Nicholas Buckeridge
  - William Cooper (des de 1697)
  - + John Brown (des de 1697)
- 1698 - 1699
  - Nicholas Buckeridge
  - William Cooper
  - John Brown
- 1699 - 1700
  - Nicholas Buckeridge
  - William Cooper (+ 1699)
  - John Brown (+ 1699)
  - Howsley Freeman (des de 1699)
  - Samuel Wallis (des de 1699)
- 1700 - Dec 1700
  - Nicholas Buckeridge
  - Howsley Freeman
  - Samuel Wallis

### Agents-generals
- 1700 – 1701 Joseph Baggs
- 1701 - 1702
  - Edward Newse (fins a 1701)
  - Howsley Freeman
  - Samuel Wallis fins a 1701)
  - Gerrard Gore (fins a 1701)
  - Thomas Peck (des de 1701)
  - William Hicks (des de 1701)
- 1702 - 1703
  - Howsley Freeman
  - Thomas Peck (fins a 1702)
  - William Hicks
  - Peter Dowse (des de 1702)
- 1703 
  - Howsley Freeman (fins a abril
  - William Hicks (fins a abril)
  - Peter Dowse (fins a abril 1703)
  - Joseph Major (des d'abril 1703)
  - Richard Willis (des d'abril 1703)
  - John Bray (des d'abril 1703)
  - John Snow (des d'abril 1703)
  - John Brown (des de setembre 1703)
- 1703 - 1711
  - Sir Dalby Thomas
- 1711 – 1717 
  - Seth Grosvenor (fins a 1714)
  - James Phipps
  - Robert Bleau (des de 1713)
  - Gerrard Gore (des de 1713)
  - Randle Logan (des de 1714)

### Capitans-generals
- 1717 - 1718 William Johnson
- 1718 - 1719 
  - James Phipps
  - Walter Charles
  - John Stevenson (afegit des de 1719)
- 1719 James Deane
- 1719
  - James Phipps
  - Walter Charles
  - John Stevenson
- 1719 - 1722 James Phipps
- 1722 – 1723 Henry Dodson
- 1723 – 1726 John Tinker
- 1726 – 1727 
  - Philip Franklin
  - Walter Smith
  - Charles Ross

### Caps Agents (3 persones)
- 1727
  - Philip Franklin
  - Walter Smith
  - Charles Ross
- 1727 – 1729
  - Philip Franklin (fins a 1728)
  - George Breakes (fins a 1727)
  - John Reed (fins a 1728)
  - Benjamin Peake (fins a 1728)
  - Robert Cruikshank (des de 1728)
  - John Braithwaite (des de 1728)
- 1729 - 1732 
  - John Braithwaite
  - Robert Cruikshank
  - Benjamin Peake
- 1732 – 1734
  - Benjamin Peake (fins a 1733)
  - William Knight (fins a 1733)
  - Charles Whitaker (fins a 1733)
  - Edward Stephens (des de 1733)
  - Francis Gilburne Wheeler (des de 1733)
  - William Whetstone Rogers (des de 1733)
- 1734 - 1735
  - Edward Stephens
  - Francis Gilburne Wheeler
  - William Whetstone Rogers
- 1735 – 1736 
  - Edward Stephens
  - Francis Gilburne Wheeler
- 1736 – 1737 
  - Edward Stephens (fins a 1736)
  - Francis Gilburne Wheeler (fins a 1736)
  - Jeremiah Tinker (des de 1736)
  - Thomas Essen (des de 1736)
  - John Cope (des de 1736)
- 1737 – 1738 
  - Jeremiah Tinker (fins a 1737)
  - Thomas Essen (fins a 1737)
  - John Cope
  - William Tymewell (des de 1737)
  - Thomas Melvil (des de 1737)
- 1738 – 1739
  - John Cope
  - William Tymewell)
  - Thomas Melvil (fins a 1738)
  - James Hope (des de 1738)
- 1739 – 1740 
  - John Cope
  - James Hope (fins a 1739)
  - William Tymewell (des de 1739 i fins a 1739)
  - William Lea (des de 1739 fins a 1739)
  - Nathaniel Drybutter (des de 1739)
- 1740 – 1741
  - John Cope
  - William Tymewell (fins a 1740)
  - Nathaniel Drybutter (fins a 1740)
  - Charles Bladwell (des de 1740)
  - John Castres (des de 1740)
- 1741 – 1742
  - John Cope (fins a 1741)
  - John Castres (des de 1741)
  - Bladwell (fins a 1741)
  - David Crichton (des de 1741)
  - Thomas Chalmer (des de 1741)
- 1742 - 1743 
  - David Crichton
  - Thomas Chalmer
  - Thomas Melvil (fins a 1742)
  - William Husbands (des de 1742)
- 1743 - 1744 
  - David Crichton
  - William Husbands (fins a 1743)
  - Thomas Chalmer
  - James Craik (des de 1743)
- 1744 - 1745
  - David Crichton
  - Thomas Chalmer
  - James Craik
- 1745 - 1748 
  - David Crichton
  - Thomas Chalmer (fins a 1747)
  - James Craik
- 1748 - 1749 
  - David Crichton (fins a 1748)
  - James Craik (fins a 1748)
  - Thomas Boteler (des de 1748)
- 1749 Thomas Boteler

### Governadors
- 1749 – 1750 Richard Stockwell
- 1750 John Roberts (president del consell)